# Millericrinida
Ordre
Les Millericrinida forment un genre éteint de crinoïdes sessiles de l'embranchement des échinodermes .

## Description
Ce sont des crinoïdes sessiles, attachés au substrat par une longue tige calcaire formée de fines entroques articulées, arrondies mais subpentagonales près du calice. Le calice est large, pourvu de cinq plaques basales et cinq radiales et de bras robustes. Le tegmen est couvert de petites plaques polygonales.

## Systématique
L'ordre des Millericrinida a été décrit par la paléontologue allemande Hertha Sieverts-Doreck en 1952.

### Taxinomie
| Selon Paleobiology Database (25 janvier 2014) : - genre Ailsacrinus - genre Amaltheocrinus - genre Angulocrinus - famille Apiocrinidae - genre Apiocrinites - famille Bangtoupocrinidae - sous-ordre Cyrtocrinina - genre Dadocrinus - genre Guettardicrinus - genre Liliocrinus - sous-ordre Millericrinina - genre Millericrinus - genre Neodadocrinus - genre Orbignycrinus - genre Pomatocrinus - genre Souticrinus | Selon BioLib (27 décembre 2017) : - sous-ordre Millericrinina † - famille Apiocrinitidae † - famille Cyclocrinidae † - famille Millericrinidae † - genre Dadocrinus von Meyer, 1847 † |